# Somatina sordida
Somatina sordida är en fjärilsart som beskrevs av W. Warren 1898. Somatina sordida ingår i släktet Somatina och familjen mätare. Inga underarter finns listade i Catalogue of Life.